# Трофимов, Игнатий Викентьевич
Игна́тий Вике́нтьевич Трофи́мов (19 августа 1906, Суджа, Курская губерния — 15 февраля 2002, Москва) — архитектор-реставратор, почётный гражданин Сергиево‑Посадского района, действительный член Академии архитектурного наследия.

## Биография
Старший сын художника Викентия Трофимова и Веры Игнатьевны, сестры графика, художника-монументалиста Игнатия Нивинского. В 1924—1928 годах учился на Архитектурном факультете Политехникума им. Врубеля в Омске у С. М. Игнатовича и Н. Е. Вараксина. По окончании Политехникума И. Трофимов был распределен в Новосибирск, где работал архитектором в Проектных бюро Сибсовнархоза и Горкомхоза до весны 1929 года.
В том же году уехал в Ленинград, где был призван в армию и зачислен старшиной рулевых крейсера «Аврора», позже командовал парусной яхтой Военно‑Морского Флота «Курсант».
Демобилизовавшись в 1931 году, Трофимов поступил на первый курс архитектурного факультета ЛИКСа (Институт гражданских инженеров), затем перевелся на архитектурный факультет Академии Художеств, работал в учебной мастерской Руднева. Во время учёбы в Академии молодой студент познакомился с И. В. Жолтовским, и знакомство переросло в дружбу и сотрудничество. Дипломный проект Трофимов защитил на тему «Музей Истории Гражданской войны 1918—1920‑х гг.» и получил диплом первой степени с отличием и звание архитектора-художника.
Весной 1937 г. начал работу в Троице-Сергиевой лавре. В последующие два года он подготовил справку об историко-художественном значении архитектурного ансамбля Лавры и программу его научной реставрации, генеральный план реставрационно-восстановительных работ, дефектные акты, описи работ и сметы по пятнадцати объектам. На основании этих материалов в феврале 1940 года было принято постановление Совнаркома, по которому весь комплекс памятников Троице-Сергиевой Лавры в черте крепостных стен объявлялся Загорским государственным историко-художественным музеем-заповедником. И. В. Трофимов был назначен научным руководителем и главным архитектором этих работ. Для их производства был организован специальный научно-производственный строительный участок и создан Ученый совет, утвержденный Государственным комитетом по делам искусств. Председателем совета был назначен архитектор академик И. В. Рыльский, ученым секретарем — В. П. Зубов, представителем от заказчика, Загорского музея, — архитектор Н. Д. Виноградов. В совет входили архитектор академик И. В. Жолтовский; известный инженер П. В. Щусев; археолог доктор исторических наук А. В. Арциховский; историк С. В. Бахрушин. В разное время в качестве консультантов приглашались академики А. В. Щусев и И. Э. Грабарь, с 1940 года осуществлявший наблюдение за реставрацией живописи; генерал-лейтенант, Герой Советского Союза Д. М. Карбышев; эксперты по прикладному искусству и живописи Н. Н. Соболев, Д. И. Киплик, Ф. Я. Мишуков; историки А. Г. Новицкий и А. Г. Габричевский.
В Загорск в 1939 году переехали родители, а затем брат, художник Л. В. Трофимов, и сестра, художник-декоратор В. В. Трофимова-Гребнер. В этом городе Трофимов женился на молодой сотруднице Загорского музея, Н. А. Маясовой. В работе Трофимова-сына принимал большое участие Трофимов-отец. Живописные полотна Викентия Павловича «Трапезная Троице-Сергиевой Лавры», «Вид с колокольни Троице-Сергиевой Лавры», «В бывшей Троице-Сергиевой Лавре» и другие дают возможность увидеть памятники непосредственно после восстановления. Для периода научно-реставрационных работ серия картин-реконструкций, посвященных Троице-Сергиевой Лавре, носила базовый характер.
В начале Великой Отечественной войны главный реставратор И. В. Трофимов был призван в армию, но сразу же после разгрома фашистов осенью 1943 года под Сталинградом был демобилизован в счет «тысячи специалистов‑строителей» на восстановление разрушенного войной народного хозяйства и вернулся на свою прежнюю работу в Загорск. Несмотря на многочисленные трудности, удалось ликвидировать аварийное состояние ряда памятников, выполнить капитальную реставрацию Больничных палат с церковью Зосимы и Савватия Соловецких XVII века, церкви Сошествия Святого Духа XV века, белокаменного цоколя Колокольни, восточной части гульбища Трапезной конца XVII века, частично Царских чертогов и значительных участков крепостных стен и башен. Особенно значительные работы были проведены по Больничным палатам, застроенным новыми сооружениями и буквально возвращенным из небытия. В то время это были крупнейшие в СССР реставрационно‑восстановительные работы. Академики А. В. Щусев и И. Э. Грабарь в заключении от 18 августа 1946 года отмечали «правильность выбора объектов реставрации, план её проведения и высокий научно‑технический уровень её производства». Официальным признанием значения этих работ было присуждение главному реставратору диплома и первой премии в 1947 году на Всесоюзном смотре‑конкурсе молодых мастеров советской архитектуры. Положительные отзывы появились в журналах «Советская археология» и др.
В послевоенные годы деятельность И. В. Трофимова расширилась. По приглашению Института истории искусства Академии Наук СССР и Алексея Викторовича Щусева он стал членом Ученого совета и некоторое время состоял старшим научным сотрудником этого института.
К концу 1940‑х гг. расширилась и деятельность Загорского стройучастка реставрационно‑восстановительных работ, руководимого И. В. Трофимовым. Проводились экспедиции: в 1947 г. в Новгород для проведения аварийно‑восстановительных работ по древним памятникам, а в 1949 г. в Гродно — для консервации архитектурных фрагментов собора XI века на археологических раскопках Н. Н. Воронина в Старом замке. В 1948 г. Загорский стройучасток был передан из ведения Комитета по делам искусств в Управление по делам архитектуры РСФСР. Его строительные площадки были организованы в ряде городов — Горьком, Костроме, Коломне, а также в Москве (Кусково и Музей им. Щусева).
В 1950 г., завершив основные работы по капитальной реставрации Больничных палат с церковью Зосимы и Савватия Соловецких и Духовской церкви, И. В. Трофимов ушёл из реставрации в новую архитектуру, следуя своему убеждению, что умение реставрировать древние памятники неотделимо от умения строить новые здания.
В 1948 г., в январе, Троице‑Сергиева Лавра была восстановлена как монастырь. После 1950 г. реставрационные работы, проводившиеся в основном по памятникам, переданным Московской Патриархии, стал вести бывший студент‑практикант И. В. Трофимова В. И. Балдин. Результаты этих работ были оценены неоднозначно, в частности, И. В. Трофимов отмечал принципиальные ошибки и ущерб, нанесенный отдельным зданиям и всему ансамблю Троице-Сергиевой Лавры в целом.
Оставив реставрационную деятельность, Трофимов по приглашению архитектора Л. М. Полякова выполнил проекты нескольких интерьеров высотной гостиницы на Каланчевской (Комсомольской) площади в Москве. В 1951 г. И. В. Жолтовский пригласил его на работу в Академпроект и поручил проектирование комплекса жилых зданий Академии Наук — многоквартирного дома президиума (ДНР‑3) и гостиницы аспирантов и докторантов. В квартирном доме применялась разработанная Жолтовским жилая секция и принципиальная схема поэтажной компоновки с увеличенным количеством квартир на каждую лестничную клетку, с сантехническими нишами, обслуживающимися из общего межквартирного коридора, в глубине которого размещалась шахта мусоропровода (в то время такое расположение было новым в жилищном строительстве). Дом был построен в Москве на улице Дмитрия Ульянова под наблюдением И. В. Трофимова как главного архитектора строительства (Академстрой). Дом попал под хрущёвскую кампанию против «излишеств», и у него были урезаны угловые башни (за прототип которых была принята Утичья башня Троице‑Сергиевой Лавры), декоративное убранство фасада и венчающий карниз.
В 1956 г. Трофимов поступил на работу в ГИПРОПРОС в качестве начальника и творческого руководителя архитектурно‑строительного отдела, в задачи его входило типовое проектирование общеобразовательных школ, педагогических институтов, детских учреждений, школ‑интернатов, по этим проектам строили здания по всему СССР. В декабре 1959 г. от Союза советских архитекторов Трофимов принимал участие в работе Международного съезда по вопросам школьного строительства в Праге, на выставке к этому Съезду были представлены и проекты школ‑интернатов. Были эти проекты и в других странах.
В шестидесятые годы Трофимов стал руководителем первой архитектурно‑строительной мастерской ГИПРОПРОСа. Среди его проектов:
- Фундаментальная научно-техническая библиотека на два миллиона единиц хранения для Томского политехнического института
- Учебный комплекс Братского филиала Иркутского политехнического института (ЛПК), Политехникум и ПТУ для подготовки специалистов целлюлозно‑бумажной промышленности. Большой зрительный зал на 800 человек за высокие акустические качества используется и как концертный зал
- Комплекс зданий высшего мореходного училища, техникума, спортивных сооружений и стадиона при этом комплексе в Мурманске
- Учебно‑лабораторный корпус Армянской Сельскохозяйственной академии в Ереване
- Начата была работа по комплексу зданий нового государственного Университета в г. Куйбышеве (неоконченный проект)

В 1970 г. Трофимов стал главным архитектором проекта в ЦНИЭП жилища. Среди работ этого периода — пансионат для кораблестроителей Николаева в г. Очакове на Черноморском побережье.
В 1978 г. ушёл на пенсию. С 1979 году активно работал во Всероссийском обществе охраны памятников истории и культуры (ВООПИиК) на общественных началах. Участвовал в качестве консультанта в проектировании и строительстве Казанского собора (1991—1992 гг.) и Воскресенских ворот с Иверской часовней (1993—1994 гг.) на Красной площади в Москве. Разрушенный в 1936 г. Казанский собор был воссоздан с учетом обмеров и археологических исследования по проекту архитектора О. И. Журина.
В 1994 г. администрация Сергиево‑Посадского района присвоила И. В. Трофимову звание «Почетный гражданин Сергиево‑Посадского района», а в 1997 г. он был избран действительным членом Академии архитектурного наследия.
Умер 15 февраля 2002 года. Похоронен на Благовещенском кладбище в городе Сергиев Посад.

## Сочинения
- Материалы к исследованию Нижегородского Кремля // Материалы и исследования по археологии СССР. — М., 1953. — № 3. — С. 318—346. (В соавторстве с И. А. Кирьяновым)
- Больничные палаты с церковью Зосимы и Савватия XVII в. и их реставрация // Сообщения Загорского государственного историко-художественного музея-заповедника. — Загорск, 1960. — Вып.3. — С. 107—129.
- Памятники архитектуры Троице-Сергиевой Лавры: Исследования и реставрация. — М.: Госстройиздат, 1961.
- О принципах реставрации памятников Троице-Сергиевой Лавры // Советская археология. — М., 1970. — № 4. — С. 74—82.
- Ещё раз о принципах реставрации памятников Троице-Сергиевой Лавры // Советская археология. — М., 1972. — № 4. — С. 293—295.
- Из истории советской реставрации // Памятники отечества: Альманах Всерос. о-ва охраны памятников истории и культуры. — М., 1988. — № 2. — С. 75—81.
- Славы и памяти достоин // Памятники Отечества: Альманах Всерос. о-ва охраны памятников истории и культуры. — М., 1990. — № 2. — С. 29—35. (В соавторстве c А. С. Урановым)